# Nils Brunkhorst
Nils Brunkhorst (* 4. April 1976 in Grünstadt) ist ein deutscher Schauspieler, Musiker, Autor und Musikvideo-Regisseur.

## Schauspiel und Fernsehen
Bereits 1999 wirkte Brunkhorst im Kurzfilm One Night Step mit. Im Zeitraum von 2001 bis 2003 nahm er Schauspielunterricht. Noch 2001 hatte er bei Lammbock – Alles in Handarbeit seinen ersten Auftritt in einem Kinofilm. Es folgten je eine Rolle in Ein Fall für zwei sowie in einem Tatort. Von März bis Juni 2008 spielte er in der ARD-Telenovela Sturm der Liebe den Profitänzer und Hotelhaustechniker Philipp Kronleitner. Am 5. Juli 2009 war er zusammen mit Nina Vorbrodt, Bill Mockridge und Eko Fresh in der VOX-Serie Das perfekte Dinner zu sehen. 2014 spielte er in der amerikanischen Produktion Hitman: Agent 47 von Fox Entertainment, und der deutschen Independent-Produktion Los Veganeros, der ersten deutschen Veggie-Dramödie. Im November 2016 nahm er an der Tanzshow Deutschland tanzt (ProSieben) teil. Brunkhorst drehte auch Werbeclips, so 2019 für das Unternehmen Targobank. 2021 war er mit den Filmen Ostwind – Der große Orkan und Nebenan im Kino zu sehen.

## Musik
Nils Brunkhorst ist neben seinen Aktivitäten als Schauspieler als Musiker tätig.
Er war Sänger der Acoustic-Folk-Band „Black Phoenix“ und Mitglied des Projekts „menschenskinder“. Mit seiner Band „RZB“ – Abkürzung für Raumzeitbeschleuniger – startete Nils Brunkhorst seine musikalische Karriere mit dem Stück Stahltür, das diese bei dem Rockkonzert Rock am Kloster in Rosenthal präsentierte.
Seit 2018 ist er Lead-Sänger der Alternative-Rock Band Saint Chaos, mit der er international erfolgreich ist.

## Filmografie

### Kino
- 1999: One Night Step (Kurzfilm)
- 2001: Poèmesd
- 2001: Tattoo
- 2001: Lammbock – Alles in Handarbeit
- 2001: FearDotCom
- 2002: Liebst du mich? (Kurzfilm)
- 2002: Juanita
- 2004: Eine Sommergeschichte
- 2004: Eiskalt erwischt
- 2004: Risiko1
- 2008: Paradox (Kurzfilm)
- 2010: Die Suche nach (Kurzfilm)
- 2012: The World of Leem
- 2015: Hitman: Agent 47
- 2014: Los Veganeros
- 2015: Das Haus am See (Kurzfilm)
- 2015: No Future war gestern!
- 2017: Los Veganeros 2
- 2018: Ronny & Klaid
- 2021: Ostwind – Der große Orkan
- 2021: Nebenan

### Fernsehen
- 2000: Alarm für Cobra 11 – Die Autobahnpolizei
- 2000: Die Wache
- 2000: Nesthocker – Familie zu verschenken
- 2001: Ein Fall für zwei
- 2001: Tatort
- 2001: Absolut das Leben
- 2001: Gute Zeiten, schlechte Zeiten
- 2001–2005: Verbotene Liebe
- 2002: Ein Fall für zwei
- 2003: Küstenwache
- 2003: Marienhof
- 2003: Eine Sommergeschichte
- 2003: SK Kölsch
- 2004: Die Kommissarin
- 2004: Spielwiese
- 2005: Küstenwache
- 2006: Lotta in Love
- 2007: Familie ist was Wunderbares
- 2008: Sturm der Liebe (als Philipp Kronleitner)
- 2010: Wilsberg – Bullenball
- 2011: Der Landarzt
- 2011: Der Blender
- 2014: Nachbarn süß-sauer
- 2013: Alpträume
- 2015: Der Kriminalist
- 2015: The Spray
- 2015: Arri – 99 Problems
- 2015: In aller Freundschaft Folge 699: An die Nieren
- 2016: Alarm für Cobra 11 – Die Autobahnpolizei
- 2017: SOKO Köln
- 2017–2020: Dark
- 2018: SOKO Leipzig
- 2018: Counterpart
- 2018: Der Kriminalist
- 2018–2019: Weingut Wader (Fernsehreihe)
- 2019: Beck is back!
- 2019: Familie Bundschuh – Wir machen Abitur
- 2019–2021: WaPo Berlin (Federico)
- 2021: In aller Freundschaft – Die Krankenschwestern
- 2024: Tatort: Man stirbt nur zweimal
- 2025: Einspruch, Schatz! – Schwesterherz

## Theater
- Ein Sommernachtstraum, Rolle: Puk, Regie: Victor Remis, Sommertheater Louhans, Frankreich
- Romeo und Julia, Rolle: Romeo, Regie: Victor Remis, Sommertheater Louhans, Frankreich
- Die deutschen Kleinstädter, Rolle: Herr Staar, Regie: Victor Remis